# السلماني (سوهاج)
قرية السلماني هي إحدى القرى التابعة لمركز البلينا بمحافظة سوهاج في جمهورية مصر العربية. حسب إحصاءات سنة 2006، بلغ إجمالي السكان في السلماني 6237 نسمة، منهم 2924 رجل و3313 امرأة.